# Margaret Abbott
Margaret Abbott (n. 15 iunie 1876, Kolkata, India Britanică – d. 10 iunie 1955, Greenwich, Connecticut, SUA) a fost o sportivă ce a reprezentat Statele Unite ale Americii, medaliată olimpică. A participat la o ediție a Jocurilor Olimpice (1900) în care a câștigat o medalie de aur.

## Participări
Lista de mai jos prezintă principalele competiții la care a participat Margaret Abbott de-a lungul carierei.
- golf at the 1900 Summer Olympics – women's individual[*]